# Daydreamin' (Youjeenの曲)
「Daydreamin'」（デイドリーミン）は、Youjeenの5枚目のシングルである。2002年9月4日発売。

## 概要
前作から約5ヶ月ぶりとなるアルバム「BEWITCH」の先行シングル。M-2「Love Syndrome」はアルバム未収録曲。最後のソロシングルとなった。

## 収録曲
作詞：Youjeen・Shoko
作曲：室姫深・Youjeen　編曲：室姫深
1. Daydreamin'
2. Love Syndrome